# Milka Badjura
Milka Badjura (rojena Kunstler), slovenska filmska režiserka in
montažerka, * 27. maj 1902, Ljubljana, † 1992.
Rodila se je očetu kovaču Jožefu in materi Mariji (rojena Kocman). Milka Badjura, žena Metoda Badjure, pripada predvojni pionirski generaciji, ki je postavila temelje slovenskemu filmu. Sodelovala je pri vseh filmih svojega moža in montirala še 42 obzornikov, 31 kratkih filmov, 10 napovednikov igranih filmov ter 13 celovečernih filmov Františka Čapa in Franceta Kosmača. Bila je tudi montažerka več televizijskih nadaljevank. Samostojno pa je režirala dokumentarna filma Kroparski kovači in Od Blok do Planice.
Njeno pionirsko vlogo je leta 2023 prepoznal Slovenski filmski center s preimenovanjem Badjurove nagrade, najprestižnejšega priznanja na področju filmske ustvarjalnosti in filmske kulture v Sloveniji, v nagrado Milke in Metoda Badjure.